# Dirección General de Movilidad y Transportes
La Dirección General de Movilidad y Transporte (DG MOVE) es una Dirección General de la Comisión Europea responsable del transporte dentro de la Unión Europea.
La Dirección General MOVE fue creada el 17 de febrero de 2010, cuando la energía se separó de ella para formar la nueva Dirección General Ener.   Transporte y Energía estaban fusionados (DG TREN) desde enero de 2000 hasta junio de 2002. La Oficina de Salvaguardia Euratom se convirtió en parte de la DG TREN, siendo ahora parte de la Dirección General Ener.
Además de desarrollar las políticas de la UE en el sector del transporte y de ocuparse de los expedientes de ayudas estatales, la Dirección General MOVE administra los programas de financiación para las Redes Transeuropeas y el desarrollo tecnológico y la innovación, por un valor de 850 000 000 € al año para el período 2000-2006.

## Misión
La DG MOVE es responsable del desarrollo e implementación de las políticas europeas en materia de transporte. Su misión es asegurar que las políticas de transporte están diseñados para el beneficio de todos los sectores de la sociedad. La Dirección General MOVE lleva a cabo estas tareas mediante propuestas legislativas y de gestión de programas, incluida la financiación de proyectos.

## Agencias adscritas
La Dirección General de Transportes está compuesta por seis direcciones y tiene a su cargo las siguientes agencias europeas:
• Agencia Europea de Seguridad Marítima
• Agencia Europea de Seguridad Aérea
• Agencia Ferroviaria de la Unión Europea
• Agencia Ejecutiva de Competitividad e Innovación
• Agencia Ejecutiva de la Red Transeuropea de Transportes y la empresa común SESAR.